# Трестин, Семён Борисович
Семён Борисович Трестин (1940, Одесса, СССР — 1995, Бостон, США) — советский боксёр.
Мастер спорта СССР международного класса.

## Биография

Семёну Трестину вручается Кубок «Боксёрский Оскар». г. Белград, 1966 год

Семён Трестин — 8-кратный чемпион Украины (1960—62, 64—67, 71), 5-кратный победитель ЦС «Динамо», в составе сборной ЦС ДСО «Динамо» обладатель Кубка СССР (1968), вице-чемпион СССР (Казань-69), бронзовый призёр чемпионатов СССР (Москва-67, Ленинакан-68). В составе сборной УССР серебряный призёр Кубка СССР, призёр V Спартакиады народов СССР. Победитель зонального первенства СССР в Донецке (1966). Финалист VII Всесоюзной летней спартакиады Профсоюзов (1965).
Провёл около 50-ти международных встреч, и во всех одержал победы. В общей сложности провёл на ринге 262 боя, уступил только в 14-ти, при этом в проигранных боях уступил по очкам, ни разу не побывал даже в нокдауне.
Выступал в полулегкой весовой категории (57 кг). Трестин был противником грубых силовых боев, он всегда старался обыграть противника, найти его слабые места, его филигранная защита всегда была на высоте.
Трестин — первый и единственный из боксёров СССР, получивший «Боксёрский Оскар» на турнире лучших боксёров Европы в Белграде (Югославия) в 1966 году.
Выдающийся одесский боксёр рано ушёл из жизни — тяжёлая болезнь сразила его на 54-м году жизни в Бостоне, где он провёл свои последние годы.
В память о Семёне Трестине в родной для него Одессе с 1996 года ежегодно проводится международный турнир по боксу, в котором принимают участие ведущие спортсмены национальных сборных своих стран. Победителю категории 57 кг, в которой боксировал сам Трестин, вручается специальный приз. Среди обладателей этого приза — олимпийский чемпион Василий Ломаченко.
Имя Семёна Трестина высечено на гранитной стеле-обелиске, установленной 21 октября 2001 года на 2-м Христианском кладбище в Одессе возле могилы знаменитого одесского боксёра и тренера Аркадия Бакмана.